# Крамаренко, Егор Иванович
Егор Иванович Крамаренко вариант имени Георгий (1854 — 1956) — крестьянин, депутат Государственной думы Российской империи I созыва от Воронежской губернии.

## Биография
Православный, крестьянин Волоконовской волости Бирюченского уезда Воронежской губернии. Имел казачий чин подхорунжего. Самоучка, малограмотный. Окончил четыре класса церковно-приходской школы. Был председателем волостного суда. Шесть лет состоял попечителем церковно-приходского училища. Три года был уездным земским гласным. Председатель кредитного общества.  Волостной старшина села Волоконовки. Внепартийный. Малоземельный, занимался хлебопашеством и сапожным ремеслом.
16 апреля 1906 избран в Государственную думу I созыва от общего состава выборщиков Воронежского губернского избирательного собрания. Беспартийный. Активного участия в работе Думы не принимал.
Судьба в дальнейшем детально неизвестна.

### Рекомендованные источники
- Российский государственный исторический архив. Фонд 1278, Опись 1 (1-й созыв). Дело 22. Лист 28 оборот; Фонд 1327. Опись 1. 1905 год. Дело 141. Лист 63.